# Michael Strank
Michael Mike Strank (en rusino: Mykhal Strenk; en eslovaco: Michal Strenk) (10 de noviembre de 1919 - 1 de marzo de 1945) fue un soldado estadounidense de origen eslovaco perteneciente al Cuerpo de Marines de los Estados Unidos de ascendencia ucraniana durante la Segunda Guerra Mundial, fotografiado alzando la bandera en Iwo Jima en lo alto del Monte Suribachi durante la batalla de Iwo Jima. Strank era el líder del grupo que izó la bandera y le ordenaron escalar el Suribachi para llevar a la cima una línea de teléfono. Acompañándole estaban  Harlon Block, Ira Hayes y Franklin Sousley. A mitad de camino se les unió Rene Gagnon, que llevaba una bandera más grande para sustituir la que anteriormente se había izado ese mismo día, que era más pequeña. Cuando llegaron a la cima, Gagnon le dio la bandera a Strank y le explicó al teniente Harold Schrier que “El coronel Johnson quiere que esta bandera ondee sobre la cima para que todos los hijos de puta de esta apestosa isla puedan verla”. Strank, con los hombres que había subido a la cima del Suribachi y John Bradley, izaron la segunda bandera.

## Infancia
Michael Strank nació en Jarabina, una pequeña aldea en Checoslovaquia (actual Eslovaquia). Era hijo de Vasil Strenk y Marta Grofikova, nativos de Checoslovaquia (su padre también era conocido como Charles Strank). Su padre emigró a Franklin en Johnstown, Pensilvania, buscando trabajo en la fábrica de acero. Trayendo posteriormente a su familia a Estados Unidos cuando tuvo dinero para el viaje.

## El colegio y el Cuerpo de Marines
Iba a la escuela de Franklin, Pensilvania y se graduó en el instituto en 1937. Se unió al Cuerpo Civil de Conservación, donde estuvo 18 meses, lo que le serviría como preparación para los Marines.
Michael Strank ingresó a los Marines por cuatro años, en Pittsburgh, el 6 de octubre de 1939. Fue asignado al Marine Corps Recruit Depot Parris Island donde, tras concluir el entrenamiento en diciembre fue transferido a la base de Guantánamo, en 1941, para recibir entrenamiento adicional. Más tarde fue asignado a la Compañía K, y volvió a los Estados Unidos, a Parris Island. En septiembre, Strank y su división fueron llevados a New River, Carolina del Norte. Fue ascendido a cabo el 23 de abril de 1941 y a sargento el 26 de enero de 1942.

## Campañas anteriores a Iwo Jima

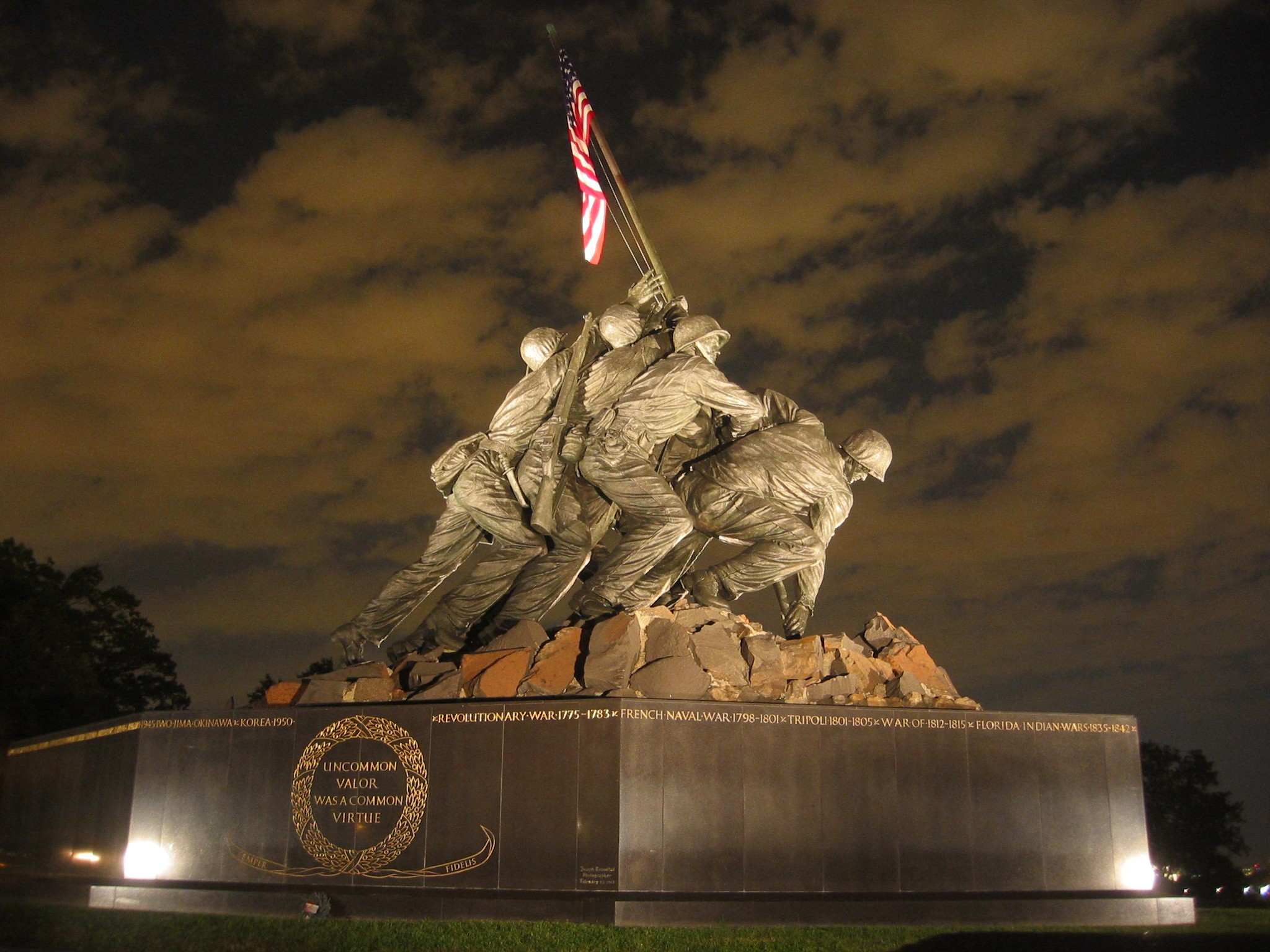
Memorial de Iwo Jima.

A principios de abril de 1942 fue trasladado con el 3.er Batallón, 7.º Regimiento a San Diego, California para zarpar el 12 de abril. El 31 de mayo de 1942 su batallón llegó a Uvea. Fue transferido al 3.er Batallón de los Marine Raiders, también en Uvea. Con los Raiders participó en operaciones de ocupación en la Isla Pavuvu y en la Isla Russell desde el 21 de febrero hasta el 18 de marzo, y en la ocupación de la Bahía Empress Augusta durante la Campaña de Bougainville desde el 1 de noviembre al 21 de enero de 1944. El 14 de febrero regresó a San Diego para visitar a su familia.
Al volver de un permiso fue reasignado al 2.º Batallón 28.º Regimiento de la 5.ª División de Marines y puesto al mando de un escuadrón. Tras un intensivo entrenamiento en Camp Pendleton y en Hawái Strank y sus hombres fueron parte del desembarco anfibio en Iwo Jima el 19 de febrero de 1945, luchando junto a la 5.ª División para tomar la isla. Se le ordenó izar una bandera en la cima del Monte Suribachi para que se pudiese ver desde una gran distancia. Mientras hacía eso, él y otros cinco hombres fueron fotografiados durante la misión. Dicha foto, que sería más tarde titulada Alzando la bandera en Iwo Jima, ha sido una de las más difundidas y conocidas de la Segunda Guerra Mundial y de la Historia.
Hacia finales de marzo, tres de los seis hombres de la foto habían sido muertos en combate, incluido Strank, sin que llegara a saber el impacto que la fotografía tendría en todo el mundo. Otro de los seis de la bandera, John Bradley, fue herido en combate y evacuado del área de combate.

## Muerte
Tras la caída del Suribachi, se trasladó hacia el norte con su unidad. La lucha era dura y ambas fuerzas, la estadounidense y la japonesa, sufrían grandes bajas. El 1 de marzo, su escuadrón estaba bajo un intenso ataque y corrieron a cubrirse. Mientras explicaba el plan de ataque fue alcanzado por fuego amigo de artillería procedente de un destructor estadounidense. El obús que mató al sargento Strank fue disparado casi con total seguridad desde un buque estadounidense. El cabo Harlon Block, que era el siguiente en la cadena de mando asumió el mando, aunque también murió pocas horas después por fuego de mortero japonés. Mike Strank fue enterrado en el Cementerio de la 5.ª División de Marines tras un funeral católico. Fue la primera persona de la fotografía en morir. El 13 de enero de 1949, sus restos fueron trasladados a la Tumba 7179, Sección 12, en el Cementerio Nacional de Arlington. Michael Strank tenía dos hermanos, y uno de ellos, Peter Strank, servía en el portaaviones USS Franklin (CV-13) en el Pacífico Sur cuando Michael murió.

## Nacionalidad
En el 2008, el sargento de artillería Matt Blais, un marine del servicio de seguridad de la embajada estadounidense en Eslovaquia descubrió que el sargento Strank no era un estadounidense de nacimiento sino que obtuvo la nacionalidad estadounidense a través de su padre, el cual fue naturalizado en 1935 y que Strank nunca obtuvo un decreto confirmando su adhesión norteamericana.
Por lo tanto Blais cursó una petición de ciudadanía ante el Servicio de Inmigración de los Estados Unidos en nombre de Strank. Finalmente, el 29 de julio de 2008 oficiales del gobierno norteamericano entregaron durante una ceremonia delante del Memorial de Guerra del Cuerpo de Marines de Estados Unidos (el Memorial "Iwo Jima") cerca del Cementerio Nacional de Arlington a Mary Pero, la hermana menor de Strank, un certificado de ciudadanía a nombre de su hermano.

## Honores

Soldados izando la bandera estadounidense en lo alto del Monte Suribachi.

### Medallas y condecoraciones
- Estrella de Bronce con distintivo de Valor.
- Corazón Púrpura (a título póstumo).
- Presidential Unit Citation con una estrella (por Iwo Jima).
- Medalla al Servicio de Defensa Americano con barra base (por su servicio en Cuba antes de la guerra).
- Medalla de la Campaña Americana.
- Medalla de la Campaña Asiático-Pacífica con cuatro estrellas de batalla (por Pavuvu, Bougainville, la consolidación de las Islas Solomon del norte e Iwo Jima).
- Medalla de Victoria Segunda Guerra Mundial.

### Monumentos y memoriales
- Michel Strank aparece representado en el Memorial de Guerra del Cuerpo de Marines de Estados Unidos.
- También hay una placa conmemorativa a Strank en Franklin, Condado de Cambria, Pensilvania.[4]
- 16 de febrero de 2015, el 70 aniversario de los sucesos de Uzhgorod, cerca de la escuela número 4, se instaló el mini escultura de Michael Strank (escultor Mikhail Kolodko)

## Película
Michael Strank fue representado por el actor Barry Pepper en la película de Clint Eastwood Banderas de Nuestros Padres (Flags of Our Fathers) estrenada en 2006. La película está basada en el libro del mismo nombre.